# 2K Czech
2K Czech (anciennement Illusion Softworks, renommé à la suite du rachat par Take-Two Interactive en 2007) est un studio de développement de jeux vidéo fondé le 12 août 1997 à Brno en République tchèque par Petr Vochozka et Jan Kudera.
Le studio tchèque Pterodon a fusionné avec Illusion Softworks en 2006.
Le scénariste des deux premiers Mafia, Daniel Vàvra, quitte le studio en 2009 et fonde Warhorse Studios en 2011.
En 2014, le studio situé à Prague ferme ses portes, obligeant les salariés à se délocaliser dans les autres studios 2K Games à Brno et en Californie

## Jeux développés
| Titre                                   | Date de sortie | Plates-formes                   |
| --------------------------------------- | -------------- | ------------------------------- |
| Hidden and Dangerous                    | 1999           | Dreamcast, PlayStation, Windows |
| Hidden and Dangerous: Fight for Freedom | 1999           | Windows                         |
| Flying Heroes                           | 2000           | Windows                         |
| Mafia: The City of Lost Heaven          | 2002           | PlayStation 2, Windows, Xbox    |
| Vietcong                                | 2003           | PlayStation 2, Windows, Xbox    |
| Hidden and Dangerous 2                  | 2003           | Windows                         |
| Vietcong: Fist Alpha                    | 2004           | PlayStation 2, Windows, Xbox    |
| Wings of War                            | 2004           | Windows, Xbox                   |
| Hidden and Dangerous 2: Sabre Squadron  | 2004           | Windows                         |
| Vietcong 2                              | 2005           | Windows                         |
| Chameleon                               | 2005           | Windows                         |
| Circus Empire                           | 2007           | Windows                         |
| Axel and Pixel                          | 2009           | Windows, Xbox 360               |
| Mafia II                                | 2010           | PS3, Windows, Xbox 360          |
| Top Spin 4                              | 2011           | PS3, Wii, Windows, Xbox 360     |
| Mafia 3 (consultant)                    | 2016           | PS4, Windows, Xbox One          |

### Jeux annulés
- Enemy in Sight (PC)
- Moscow Rhapsody
- Hi-Tech

### Silver Wish Games
Silver Wish Games est un nom de couverture utilisé par 2K Czech pour ses jeux à petit budget.
- Wings of War
- Chameleon
- Circus Grande
- Circus Empire
- Axel & Pixel